# Ariston

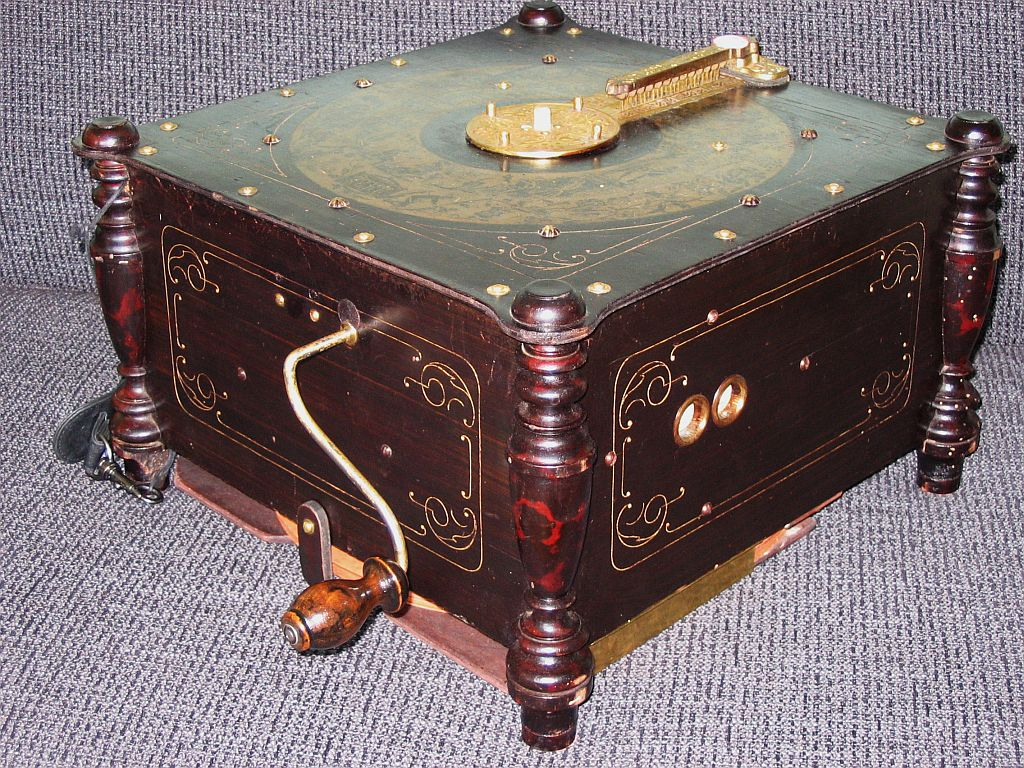
Ariston

Ariston je hudební nástroj pracující na principu kolovrátku, kde je válec zastoupený jen kotoučem z tuhé lepenky, jímž se otáčí pomocí kliky. Místo kovových nýtků jsou v lepence raženy otvory seřazené tak, aby v pravý čas a po určitou dobu strojem pákovým otevíraly ústí píšťal, do nichž proudí vzduch měchem natahovaným současně otáčením kliky. Ariston se společně s fonografem řadí mezi předchůdce gramofonu.

## Historie
Ariston si nechal patentovat někdy kolem roku 1880 podnikatel Paul Ehrlich z Lipska (1849–1925). Ariston byla jednoduchá dřevěná bedýnka, na kterou se přikládaly kotouče z tuhé lepenky, o něco větší než LP deska (cca 40 cm). Otáčením kliky se přes otvory v otáčející se desce foukal vzduch na kovové jazýčky, které vydávaly zvuk podobný akordeonu. Tato melodie hrála pouhých 45 sekund.

Přístroj měl jemnější hlas, než tehdy rozšířený kolovrátek a protože byl jednoduchý a levný, rozšířil se i v domácnostech.
Paul Ehrlich si nechal patentovat i hudební desky a dokonce založil i první hudební vydavatelství. Název přístroje vznikl pravděpodobně kombinací hudebních pojmů árie a tón. Ariston byl také antický filozof, otec slavného Platóna. Toto však Ehrlich nejspíše nevěděl. Skutečnost, že výroba byla patentem omezena pouze na lipskou továrnu přispěla k tomu, že přístroj se mimo střední Evropu příliš nerozšířil. V Lipsku v té době netušili, co je šlágrem v Londýně či Chicagu a poslouchání německých lidových nápěvů přestalo lidem brzy stačit. Přesto bylo v Lipsku vyrobeno bezmála půl milionu přístrojů, pro něž bylo vydáno několik tisíc titulů. Konkurence však začala podobné přístroje produkovat s tím, že desky může vyrábět kdokoliv. Thomas Alva Edison brzy vynalezl fonograf s hudebními válečky a kolega Emile Berliner přenesl jeho vynález na ploché kotouče. Spojil tak praktičnost aristonu s kvalitou fonografu a vznikl tak přístroj, který ovládl svět hudby na 100 let. Funkční ariston je dnes velice vzácnou starožitností.